# Brabant-sur-Meuse
Brabant-sur-Meuse é uma comuna francesa na região administrativa de Grande Leste, no departamento de Meuse. Estende-se por uma área de 6,9 km². Em 2010 a comuna tinha 128 habitantes (densidade: 18,6 hab./km²).